# Lista de prêmios e indicações recebidos por After School
Esta é uma lista de prêmios e indicações recebidos por After School, um girl group da Coreia do Sul.

## AllkpopAwards
| Ano  | Recipiente   | Categoria             | Resultado |
| ---- | ------------ | --------------------- | --------- |
| 2011 | After School | Melhor Grupo Feminino | Indicado  |
| 2011 | "Bang!"      | Melhor Coreografia    | Indicado  |
| 2011 | "Magic Girl" | Melhor Coreografia    | Indicado  |
| 2013 | After School | Melhor Girl Group     | Indicado  |

## Billboard JapanMusic Awards
| Ano  | Recipiente   | Categoria                         | Resultado |
| ---- | ------------ | --------------------------------- | --------- |
| 2010 | After School | Novo Artista de K-Pop do Ano 2009 | Venceu    |

## Cyworld Digital Music Awards
| Ano  | Recipiente | Categoria             | Resultado |
| ---- | ---------- | --------------------- | --------- |
| 2009 | "Diva"     | Novato do Mês – Abril | Venceu    |

## Golden Disc Awards
| Ano  | Recipiente   | Categoria              | Resultado |
| ---- | ------------ | ---------------------- | --------- |
| 2012 | Virgin       | Disk Daesang           | Indicado  |
| 2012 | Virgin       | Disk Bonsang           | Indicado  |
| 2012 | After School | Prêmio de Popularidade | Indicado  |
| 2013 | "Flashback"  | Prêmio de Álbum Single | Indicado  |
| 2013 | After School | Prêmio de Popularidade | Indicado  |

## Korea International Awards
| Ano  | Recipiente   | Categoria                     | Resultado |
| ---- | ------------ | ----------------------------- | --------- |
| 2011 | After School | Artista Internacional do Ano  | Indicado  |
| 2011 | After School | Top 5 Artistas Internacionais | Venceu    |
| 2011 | After School | Melhor Artista de J-Pop       | Indicado  |
| 2011 | After School | Top 5 Artistas de J-Pop       | Indicado  |
| 2011 | After School | Melhor Música de K-Pop        | Indicado  |
| 2011 | After School | Top 5 Música de K-Pop         | Indicado  |
| 2011 | After School | Melhor Grupo Feminino         | Indicado  |
| 2011 | After School | Top 5 Grupos Femininos        | Venceu    |
| 2011 | After School | Mais Popular                  | Indicado  |

## Korea Lifistyle Awards
| Ano  | Recipiente   | Categoria              | Resultado |
| ---- | ------------ | ---------------------- | --------- |
| 2009 | After School | Melhor Ícone de Estilo | Venceu    |